# جوان سيغل
جوان سيغل (بالإنجليزية: Joanne Siegel)‏ هي عارضة أمريكية، ولدت في 1 ديسمبر 1917 في كليفلاند في الولايات المتحدة، وتوفيت في 12 فبراير 2011 في سانتا مونيكا في الولايات المتحدة.

## وصلات خارجية
- جوان سيغل على موقع IMDb (الإنجليزية)